# Stichaeopsis nana
Stichaeopsis nana är en fiskart som beskrevs av Kner, 1870. Stichaeopsis nana ingår i släktet Stichaeopsis och familjen taggryggade fiskar. Inga underarter finns listade i Catalogue of Life.